# Biblia Hebraica Stuttgartensia
A Biblia Hebraica Stuttgartensia (BHS), é uma edição crítica do Texto Massorético da Bíblia Hebraica totalmente baseada no Códice de Leningrado (L), publicada pela Sociedade Bíblica Alemã (Deutsche Bibelgesellschaft), em Stuttgart, de onde deriva seu nome (Stuttgartensia). A BHS corresponde à 4ª edição acadêmica da Biblia Hebraica, sendo as 3 primeiras edições feitas por Adolfo itelar.
É amplamente vista, tanto pelo judaísmo como pelo cristianismo, como uma edição confiável das Escrituras em hebraico e aramaico (Tanakh na terminologia judia ou Antigo Testamento na terminologia cristã), e tem sido há muito tempo, a mais usada por eruditos do texto na língua hebraica, tanto para pesquisas como para texto-base de traduções em outros idiomas. Também tornou-se a edição mais usada em faculdades de teologia e seminários cristãos.[carece de fontes?]

## História da edição
A BHS é fruto de uma ampla revisão da 3ª edição da Biblia Hebraica de Kittel, sendo, como esta, baseada no Códice de Leningrado (L). As notas de rodapé das páginas foram totalmente revisadas, por isso os editores resolveram diferencia-la das edições de Kittel, usando agora o nome Stuttgartensia em referência à cidade de Stuttgart, na Alemanha.
Originalmente estas notas foram acrescentadas e publicadas aos poucos desde 1968 a 1976, e publicada em volume único em 1977. Desde então, a BHS tem sido reimpressa muitas vezes além de ter passado por algumas edições menores para correção de alguns erros, estando atualmente na 5ª edição corrigida.
A BHS será sucedida pela Biblia Hebraica Quinta ou BHQ (5ª edição da HB) que está sendo editada e publicada em fascículos desde 2004, cuja previsão de conclusão que era em 2010 passou para 2020. Esses fascículos estão disponíveis para venda no site da Amazon.

## Colaboradores
Colaboraram em algum grau com essa edição, os seguintes nomes: Gérard E. Weil (editor da massorá), Joseph Ziegler (consultor da LXX), Hans P. Rüger (consultor do Targum), Manfried Dietrich, Sieghart Kappus, Werner Fuss, Sra. Ursel G. Mantel-Richter, O. Eißfeldt, J. Fichtner, G. Gerleman, J. Hempel, F. Horst, W. Baumgartner, A. Jepsen, F. Maass, R. Meyer, P. A. H. de Boer, D. Winton Thomas, K. Helliger, H. Bardtke, G. Gerlemann, G. Quell, Th. H. Robinson, D. W. Thomas, Diether Kellermann, Karl Elliger (editor geral) e Wilhelm Rudolph (editor geral).

## Características

### Texto base
O texto usado na BHS, assim como na BHK (3ª edição), é uma cópia exata do Texto Massorético conforme o Códice de Leningrado (L) ou B19a, até mesmo em seus erros que só são corrigidos em notas do aparato crítico.
A única pequena diferença em relação ao Códice L, está no Livro das Crônicas, que foi movido para para o final. Assim como também ocorre com outras Bíblias hebraicas, o Livro de Jó, precede ao Livro dos Provérbios.

### Massorá
Em suas margens, aparecem todas as notas da Masora Parva (massorá menor), que era uma antiga promessa de Kittel. Estas foram preparadas por Gérard E. Weil e são totalmente baseadas no Códice L. Contudo, elas foram editadas a fim de se tornarem mais fáceis de se entender. Mesmo assim, alguns livros tem sido escritos explicando o uso dessas notas. Quanto à Masora Magna (massorá maior), foram publicadas em um volume à parte.

### Aparato crítico
O aparato crítico da BHK (3ª edição) foi completamente refeito para a BHS, pois houve uma mudança na equipe de colaboradores, além do acumulo de evidências textuais desde a última edição de Kittel. As notas ao pé da página registram possíveis correções ao texto. Muitas destas notas, estão baseadas no Pentateuco samaritano, nos Pergaminhos do Mar Morto, e em antigas traduções bíblicas tais como a Septuaginta, a Vulgata e a Peshitta.